# Parc d'État de Millsite
Le parc d'État de Millsite (en anglais : Millsite State Park) est un parc d'État américain situé en Utah et protégeant le lac Millsite.

## Géographie
Le site est situé à 5 km à l'ouest de Ferron et à 262 km au sud-est de Salt Lake City.
Le lac artificiel a une superficie de 1,76 km², il est situé près du Ferron Canyon. Les bords du réservoir sont surmontés de falaises de 600 mètres de hauteur.

## Histoire
Le barrage a été construit en 1971 sur le ruisseau Ferron.
Le parc a été créé la même année.

## Faune et flore
Plusieurs espèces de truites (dont des truites arc-en-ciel) sont présentes dans le lac au printemps et à l'automne.
L'hiver, on peut observer des cerfs élaphes, des élans et des wapitis.
La flore du parc est composée principalement de genévriers et de pins.

## Informations touristiques
Le parc est accessible depuis l'Utah State Route 10. A Ferron, il faut suivre Canyon Rd vers l'ouest et rouler sur 5 km.
Les droits d'entrée sont de 5$ pour un véhicule et de 11 à 15$ pour une nuit en camping.
Les activités proposées sont la baignade, la pèche, la plaisance, le ski nautique et le vélo tout terrain.
Des parcours pour des véhicules tout terrain.
Un parcours de golf de 9 trous, adjacent au parc, est ouvert au public. Le par est de 36 pour un longueur de 2743 mètres.
L'affluence en 2004 était de 28 004 visiteurs.